# Junta de Villalba de Losa
Junta de Villalba de Losa è un comune spagnolo di 79 abitanti situato nella comunità autonoma di Castiglia e León.

## Località
Il comune comprende le seguenti cinque località:
- Villalba de Losa (capoluogo)
- Mijala
- Murita
- Villota (disabitata)
- Zaballa